# Rochefort-Samson
Rochefort-Samson è un comune francese di 954 abitanti situato nel dipartimento della Drôme della regione dell'Alvernia-Rodano-Alpi.

## Società

### Evoluzione demografica
Abitanti censiti